# Mistrzostwa Świata w Piłce Nożnej 2026 (eliminacje strefy CONCACAF)/Grupa C
Ten artykuł dotyczy trwającego lub niedawnego wydarzenia sportowego. Informacje w nim zamieszczone mogą się zmienić lub zdezaktualizować wraz z postępem zdarzenia. Początkowe doniesienia, wyniki lub statystyki mogą być niepewne. Ostatnie aktualizacje do tego artykułu mogą nie odzwierciedlać najbardziej aktualnych informacji.
W Grupie C drugiej rundy eliminacji do Mistrzostw Świata 2026 biorą udział następujące zespoły:
- Haiti
- Curaçao
- Saint Lucia
- Barbados
- Aruba

## Tabela
| Lp. | Drużyna     | M | Z | R | P | B+ | B– | +/– | Pkt | Kwalifikacja            |     |     | Haiti | Saint Lucia | Aruba | Barbados |
| --- | ----------- | - | - | - | - | -- | -- | --- | --- | ----------------------- | --- | --- | ----- | ----------- | ----- | -------- |
| 1   | Curaçao     | 4 | 4 | 0 | 0 | 15 | 2  | +13 | 12  | Awans do trzeciej rundy |     |     |       | 4–0         |       | 4–1      |
| 2   | Haiti       | 4 | 3 | 0 | 1 | 11 | 7  | +4  | 9   | Awans do trzeciej rundy |     | 1–5 |       | 2–1         |       |          |
| 3   | Saint Lucia | 4 | 1 | 1 | 2 | 5  | 9  | −4  | 4   |                         |     |     |       |             | 2–2   | 2–1      |
| 4   | Aruba       | 4 | 0 | 2 | 2 | 3  | 10 | −7  | 2   |                         | 0–2 | 0–5 |       |             |       |          |
| 5   | Barbados    | 4 | 0 | 1 | 3 | 4  | 10 | −6  | 1   |                         |     | 1–3 |       | 1–1         |       |          |

## Wyniki
| 6 czerwca 202401:30 CEST | Curaçao                                   | 4:1(1:0) | Barbados               | Ergilio Hato Stadium, Willemstad Widzów: 4 254 Sędzia: Iván Barton |
| 6 czerwca 202401:30 CEST | Janga 25', 62', 86' (k) · Kastaneer 90+2' | 4:1(1:0) | 90+2' (k) Reid-Stephen | Ergilio Hato Stadium, Willemstad Widzów: 4 254 Sędzia: Iván Barton |

| 6 czerwca 202423:00 CEST | Haiti                   | 2:1(0:1) | Saint Lucia | Wildey Turf, Bridgetown (Barbados) Widzów: 88 Sędzia: Ismail Elfath |
| 6 czerwca 202423:00 CEST | Duverne 47' · Nazon 77' | 2:1(0:1) | 18' Elva    | Wildey Turf, Bridgetown (Barbados) Widzów: 88 Sędzia: Ismail Elfath |

| 9 czerwca 202402:00 CEST | Aruba                       | 0:2(0:0) | Curaçao | Trinidad Stadium, Oranjestad Sędzia: César Arturo Ramos |
| 9 czerwca 202402:00 CEST | 58' Bacuna · 90+6' Severina | 0:2(0:0) |         | Trinidad Stadium, Oranjestad Sędzia: César Arturo Ramos |

| 9 czerwca 202423:00 CEST | Barbados         | 1:3(0:2) | Haiti                                            | Wildey Turf, Bridgetown Sędzia: Keylor Herrera |
| 9 czerwca 202423:00 CEST | Reid-Stephen 73' | 1:3(0:2) | 12' Don Deedson · 45+1' Lacroix · 84' Labissiere | Wildey Turf, Bridgetown Sędzia: Keylor Herrera |

| 11 czerwca 202421:00 CEST | Saint Lucia                   | 2:2(1:2) | Aruba                      | Wildey Turf, Bridgetown (Barbados) Widzów: 42 Sędzia: Selvin Brown |
| 11 czerwca 202421:00 CEST | Stanislas 45+2' · Pearson 66' | 2:2(1:2) | 22' Bennett · 43' Marselia | Wildey Turf, Bridgetown (Barbados) Widzów: 42 Sędzia: Selvin Brown |

| 4 czerwca 202523:00 CEST | Barbados        | 1:1(1:1) | Aruba       | Wildey Turf, Bridgetown Sędzia: Andrew Samuel |
| 4 czerwca 202523:00 CEST | Leacock 7' (k.) | 1:1(1:1) | 15' Luydens | Wildey Turf, Bridgetown Sędzia: Andrew Samuel |

| 7 czerwca 202501:30 CEST | Curaçao                                 | 4:0(1:0) | Saint Lucia | Ergilio Hato Stadium, Willemstad Sędzia: José Raúl Torres Rivera |
| 7 czerwca 202501:30 CEST | Kastaneer 37', 52', 57' · J. Bacuna 74' | 4:0(1:0) |             | Ergilio Hato Stadium, Willemstad Sędzia: José Raúl Torres Rivera |

| 7 czerwca 202523:00 CEST | Aruba                                                                     | 0:5(0:2) | Haiti | Trinidad Stadium, Oranjestad Sędzia: Luis Enrique Santander |
| 7 czerwca 202523:00 CEST | 29' Jean Jacques · 35' Pierrot · 61' Providence · 67' Nazon · 86' Prunier | 0:5(0:2) |       | Trinidad Stadium, Oranjestad Sędzia: Luis Enrique Santander |

| 11 czerwca 202500:00 CEST | Saint Lucia             | 2:1(1:1) | Barbados     | Beausejour Stadium, Gros Islet Sędzia: Sergio Reyna |
| 11 czerwca 202500:00 CEST | Elva 42' (k.), 90' (k.) | 2:1(1:1) | 12' Richards | Beausejour Stadium, Gros Islet Sędzia: Sergio Reyna |

| 11 czerwca 202500:00 CEST | Haiti           | 1:5(0:2) | Curaçao                                                                   | Trinidad Stadium, Oranjestad (Aruba) Sędzia: Steven Madrigal |
| 11 czerwca 202500:00 CEST | Don Deedson 61' | 1:5(0:2) | 12' Kastaneer · 15' Gorré · 69' Margaritha · 69' Felida · 90+3' Antonisse | Trinidad Stadium, Oranjestad (Aruba) Sędzia: Steven Madrigal |

## Strzelcy

### 5 goli
- Gervane Kastaneer

### 3 gole
- Rangelo Janga
- Caniggia Elva

### 2 gole
- Niall Reid-Stephen
- Juninho Bacuna
- Louicius Don Deedson
- Duckens Nazon

### 1 gol
- Walter Bennett
- Diederick Luydens
- Isaï Marselia
- Omani Leacock
- Devonte Richards
- Jeremy Antonisse
- Kevin Felida
- Kenji Gorré
- Jearl Margaritha
- Xander Severina
- Jean-Kévin Duverne
- Danley Jean Jacques
- Bryan Labissiere
- Duke Lacroix
- Frantzdy Pierrot
- Ruben Providence
- Mondy Prunier
- Peter Pearson
- Ridel Stanislas